# 1570

## أحداث
- نهاية الحرب الروسية العثمانية في 1570 والتي بدأت في 1568.
- بداية الحرب العثمانية - البندقية في 1570 والتي انتهت في 1573.

## مواليد
- جاي فوكس
- يوسف بن أبو دقن
- سيدي أحمد بوغنبور

## وفيات
- الخطيب الشربيني